# 巴萨姆·萨利希
巴萨姆·萨利希（阿拉伯语：‎；1960年—）是巴勒斯坦的一位政治人物，现任巴勒斯坦人民党总书记、巴勒斯坦立法委员会委员。他曾是巴勒斯坦人民党在2005年巴勒斯坦民族权力机构主席选举中提名的候选人，但获得的票数最少。在2006年巴勒斯坦立法选举中，他是“替代”联盟当选的两名委员之一。在2007年“团结政府”执政期间，他曾被任命为文化部长，但任职时间很短，随后被免职。